# Karl Konrad Ruppel
Karl Konrad August Ruppel (* 30. Juli 1880 in Radeburg; † 19. April 1968 in Baunatal-Großenritte) war ein deutscher Privatgelehrter und Leiter der Abteilung „Hausmarken und Sippenzeichen“ im SS-Ahnenerbe.

## Leben
Karl Konrad Ruppel hatte zwei verschiedene Staatsexamen, jedoch keine Promotion abgeschlossen und war Sammler deutscher Hausmarken. Seit Sommer 1937 war er für die Forschungsgemeinschaft Deutsches Ahnenerbe, die Wissenschaftsorganisation der Schutzstaffel, tätig; von Oktober 1937 bis 1939 leitete er die neugegründete Abteilung „Pflegstätte für Hausmarken und Sippenzeichen“, zuständig für die Erfassung von Hausmarken aus Deutschland und nach dem „Anschluss“ Österreichs auch aus der „Ostmark“. Die von ihm aufgebaute Kartei mit einem Schwerpunkt auf dem Moselgebiet wird im Stadtarchiv Trier und im Niedersächsischen Landesarchiv Oldenburg aufbewahrt.
Ruppel war zudem bis zu seiner Ablösung durch Gilbert Trathnigg im Jahr 1938 erster Leiter des im Oktober 1937 gestarteten Forschungsprojekts „Wald und Baum in der arisch-germanischen Geistes- und Kulturgeschichte“, dem – unter der Schirmherrschaft von Reichsforstmeister Göring und Himmler – mit 200.000 RM (kaufkraftbereinigt in heutiger Währung etwa 1.051.253 Euro) von 1937 bis 1939 der größte Etat aller Einzelprojekte des „Ahnenerbes“ zur Verfügung stand und das eine eigene Abteilung bildete. Es handelte sich laut dem Handbuch der völkischen Wissenschaften um „das größte einem Thema gewidmete geistesgeschichtliche Forschungsvorhaben im Dritten Reich“. Ruppel zählte mit dem Thema „Die Holzzeichen“ auch zu den Bearbeitern des Forschungsprojekts; ab 1938 war er dessen „Schriftleiter“. Auf einer Mitarbeiterliste aus dem ersten Halbjahr 1939 wird Ruppel als in Berlin-Dahlem wohnhaft geführt.
Er veröffentlichte die Abhandlung Die Hausmarke in der von ihm selbst herausgegebenen Schriftenreihe der Forschungsstätte für Hausmarken und Sippenzeichen im Ahnenerbe und verfasste Beiträge für die „Monatshefte für Germanenkunde zur Erkenntnis deutschen Wesens“ Germanien, in denen „vornehmlich die unteren wissenschaftlichen Ränge im ‚Ahnenerbe‘ publizierten“. Seine Hausmarken-Abteilung wurde aufgelöst, nachdem das „Ahnenerbe“ 1939 umstrukturiert wurde und sich vermehrt kriegswichtiger Forschung zuwandte. Am 30. November 1939 wurde Ruppel, dem bereits im Herbst 1937 von Wolfram Sievers der Erwerb des Doktorgrads bei SS-Hauptsturmführer Karl August Eckhardt nahegelegt worden war, wegen ungenügender akademischer Bildung bzw. akademischem Versagen aus dem „Ahnenerbe“ entlassen. Michael H. Kater bezeichnet ihn als „dubiösen Amateur“.
Sievers, der Geschäftsführer des „Ahnenerbes“, kompromittierte Ruppel 1941 beim Sicherheitsdienst des Reichsführers SS, indem er ihn in einem Brief als „politisch indifferent“ und „in weltanschaulicher Hinsicht nicht ganz klar“ bezeichnete. Dennoch wurde dieser 1943 erneut Mitarbeiter des Projekts „Wald und Baum“ und erhielt Forschungsbeihilfe für sein Thema „Die Holzzeichen“.
Ruppel war Rechtsanwalt in Bad Nauheim und von 1939 bis 1968 Mitglied im heraldischen Verein Herold.

## Schriften
- Die Hausmarke. Das Symbol der germanischen Sippe (= Schriftenreihe der Forschungsstätte für Hausmarken und Sippenzeichen im Ahnenerbe. Band 1). Alfred Metzner, Berlin 1939 (archive.org).

Zeitgenössische Rezensionen:
- Erich W. Röhr: [Rezension]. In: Zeitschrift für Volkskunde. Neue Folge, Band 10 = Jahrgang 48, 1939, S. 240 (digi-hub.de).
- Eugen Fehrle: [Rezension]. In: Oberdeutsche Zeitschrift für Volkskunde. 13. Jahrgang, 1939, S. 140 f. (archive.org).
- Günther Ullrich: [Rezension]. In: Zeitschrift der Savigny-Stiftung für Rechtsgeschichte. Germanistische Abteilung. Band 60, Nr. 1, 1940, S. 320–323, doi:10.7767/zrgga.1940.60.1.320.
- Helmut Arntz: Hausmarken–Sippensymbole. In: Runenberichte. Nr. 1, 1941, ZDB-ID 304855-X, S. 123–126.